# 광주대동고등학교
광주대동고등학교(光州大東高等學校)는 대한민국 광주광역시 서구 매월동에 위치한 사립 고등학교이다.

## 학교 연혁
- 1972년 6월 29일 : 광주신광종합고등학교 설립 예비인가
- 1972년 12월 14일 : 우성 박헌동 이사장 취임
- 1972년 12월 26일 : 광주대동종합고등학교로 교명 변경, 18학급 인가
- 1973년 3월 7일 : 초대 김병수 교장 취임
- 1973년 7월 19일 : 학교법인 우성학원으로 법인 명칭 인가
- 1973년 9월 28일 : 광주대동고등학교로 교명 변경 인가
- 1975년 12월 15일 : 특별교실 21실을 증축하여 총 64교실이 됨
- 1976년 1월 10일 : 제1회 졸업식 거행, 318명 졸업
- 2006년 3월 2일 : 매월동 신축 교사로 이전하여 제34회 입학식
- 2006년 10월 26일 : 제3대 박정열 이사장 취임
- 2024년 2월 2일 : 제49회 졸업식 거행, 187명 졸업 (총 21,779명 배출)
- 2024년 3월 4일 : 제52회 입학식 거행, 204명 입학
- 2024년 9월 1일 : 제13대 우정석 교장 취임

## 참고 자료
- 광주대동고등학교 - 한국교육학술정보원 학교알리미